# Antoine-Jean-Étienne Faivre
Antoine-Jean-Étienne Faivre ou Tony Faivre, né le 24 mai 1830 à Besançon et mort le 4 mars 1905 à Saint-Ylie, est un peintre français.

## Biographie
Antoine-Jean-Étienne Faivre est le fils de Pierre Faivre, tonnelier-caviste, et de Jeanne Barbe Guénot.
Élève de François Édouard Picot, il expose au Salon de 1848 à 1901.
En 1877, il propose au Salon Le Secret et l'année suivante, Une bonne recette.
Proche ami de Félix-Henri Giacomotti, il réalise avec lui plusieurs travaux.
Domicilié à Paris, rue Chardon-Lagache, il meurt célibataire à Saint-Ylie à l'âge de 74 ans.

## Galerie

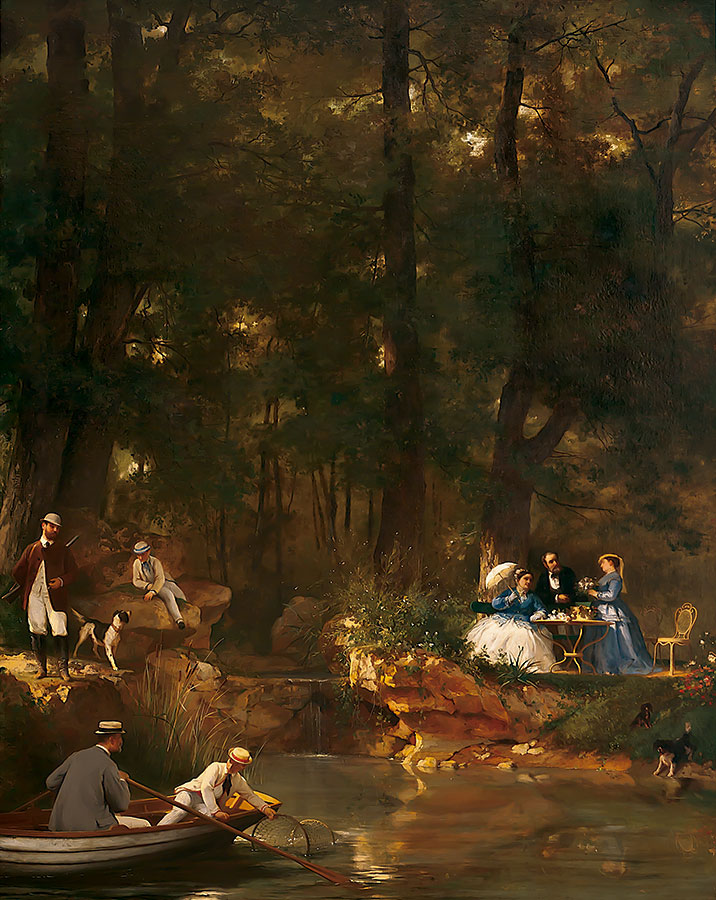
Scène au bord de la rivière